# Giulianova Calcio 1986-1987
Questa pagina raccoglie le informazioni riguardanti il Giulianova Calcio nelle competizioni ufficiali della stagione 1986-1987.

## Rosa

Angelo Pagliaccetti (in primo piano), alla stagione conclusiva della sua prima esperienza giuliese, contrasta il ternano D'Amico nella vittoria interna del 29 marzo 1987 (1-0)

| N. |                   | Ruolo | Calciatore               |
| -- | ----------------- | ----- | ------------------------ |
|    | Italia (bandiera) | D     | Eros Cicconi             |
|    | Italia (bandiera) | A     | Fabio Cini               |
|    | Italia (bandiera) | C     | Tiziano De Patre         |
|    | Italia (bandiera) | C     | Candido Di Felice        |
|    | Italia (bandiera) | A     | Dario Di Giannatale      |
|    | Italia (bandiera) | A     | Alfredo Di Marzio        |
|    | Italia (bandiera) | D     | Alfredo Di Massimantonio |
|    | Italia (bandiera) | A     | Roberto Di Pietro        |
|    | Italia (bandiera) | C     | Filippo Faraone          |
|    | Italia (bandiera) | D     | Luciano Filippi          |
|    | Italia (bandiera) | A     | Emilio Frigerio          |

| N. |                   | Ruolo | Calciatore          |
| -- | ----------------- | ----- | ------------------- |
|    | Italia (bandiera) | C     | Marco Giampaolo     |
|    | Italia (bandiera) | D     | Ivo Iaconi          |
|    | Italia (bandiera) | C     | Pasqualino Juvalò   |
|    | Italia (bandiera) | C     | Nicolino Lalloni    |
|    | Italia (bandiera) | C     | Giuseppe Manari     |
|    | Italia (bandiera) | D     | Angelo Pagliaccetti |
|    | Italia (bandiera) | C     | Roberto Ruffini     |
|    | Italia (bandiera) | D     | Giuseppe Tortorici  |
|    | Italia (bandiera) | D     | Maurizio Tribuiani  |
|    | Italia (bandiera) | P     | Emilio Tuccella     |

## Risultati

### Campionato

#### Girone di andata
| 21 settembre 1986 1ª giornata | Giulianova | 2 – 1 | Civitanovese |  |

| 28 settembre 1986 2ª giornata | Ravenna | 2 – 2 | Giulianova |  |

| 5 ottobre 1986 3ª giornata | Giulianova | 1 – 0 | Bisceglie |  |

| 12 ottobre 1986 4ª giornata | Vis Pesaro | 2 – 0 | Giulianova |  |

| 19 ottobre 1986 5ª giornata | Giulianova | 1 – 1 | Jesi |  |

| 26 ottobre 1986 6ª giornata | Giulianova | 3 – 1 | Casarano |  |

| 2 novembre 1986 7ª giornata | Cesenatico | 0 – 0 | Giulianova |  |

| 9 novembre 1986 8ª giornata | Giulianova | 1 – 0 | Maceratese |  |

| 16 novembre 1986 9ª giornata | Ternana | 1 – 1 | Giulianova |  |

| 23 novembre 1986 10ª giornata | Giulianova | 1 – 1 | Francavilla |  |

| 30 novembre 1986 11ª giornata | Forlì | 1 – 1 | Giulianova |  |

| 7 dicembre 1986 12ª giornata | Giulianova | 3 – 0 | Lanciano |  |

| 14 dicembre 1986 13ª giornata | Matera | 1 – 1 | Giulianova |  |

| 21 dicembre 1986 14ª giornata | Giulianova | 3 – 0 | Angizia Luco |  |

| 4 gennaio 1987 15ª giornata | Fidelis Andria | 0 – 0 | Giulianova |  |

| 11 gennaio 1987 16ª giornata | Giulianova | 1 – 1 | Perugia |  |

| 18 gennaio 1987 17ª giornata | Pro Italia Galatina | 0 – 0 | Giulianova |  |

#### Girone di ritorno
| 25 gennaio 1987 18ª giornata | Civitanovese | 1 – 1 | Giulianova |  |

| 1º febbraio 1987 19ª giornata | Giulianova | 2 – 0 | Ravenna |  |

| 8 febbraio 1987 20ª giornata | Bisceglie | 1 – 1 | Giulianova |  |

| 15 febbraio 1987 21ª giornata | Giulianova | 3 – 1 | Vis Pesaro |  |

| 22 febbraio 1987 22ª giornata | Jesi | 0 – 0 | Giulianova |  |

| 1º marzo 1987 23ª giornata | Casarano | 0 – 0 | Giulianova |  |

| 8 marzo 1987 24ª giornata | Giulianova | 1 – 1 | Cesenatico |  |

| 15 marzo 1987 25ª giornata | Maceratese | 0 – 1 | Giulianova |  |

| 29 marzo 1987 26ª giornata | Giulianova | 1 – 0 | Ternana |  |

| 5 aprile 1987 27ª giornata | Francavilla | 1 – 0 | Giulianova |  |

| 18 aprile 1987 28ª giornata | Giulianova | 2 – 0 | Forlì |  |

| 26 aprile 1987 29ª giornata | Lanciano | 0 – 2 | Giulianova |  |

| 3 maggio 1987 30ª giornata | Giulianova | 4 – 0 | Matera |  |

| 17 maggio 1987 31ª giornata | Angizia Luco | 3 – 0 | Giulianova |  |

| 24 maggio 1987 32ª giornata | Giulianova | 3 – 0 | Fidelis Andria |  |

| 31 maggio 1987 33ª giornata | Perugia | 0 – 0 | Giulianova |  |

| 7 giugno 1987 34ª giornata | Giulianova | 0 – 0 | Pro Italia Galatina |  |